# Società Automobili e Motori
La SAM (acronimo di Società Automobili e Motori) è stata una casa automobilistica, attiva a Legnano tra il 1922 ed il 1928.

## Le origini
Guglielmo Ghioldi, fondatore della Officine Meccaniche Ghioldi e ultimo proprietario del marchio FIAL - Legnano, al termine della Grande guerra si trovava a dover riconvertire la sua produzione di generatori e compressori militari in produzioni di uso civile. Allo scopo aveva approntato un progetto per la costruzione in serie di una motovetturetta a tre ruote, con un motore bicilindrico a V appositamente realizzato, ipotizzando una vasta diffusione dei veicoli a motore economici, come già avveniva in Francia, Germania e Inghilterra.
Pur essendo stato tra i fondatori della FIAL, oltre al principale promotore, Ghioldi si era soprattutto interessato alla parte motoristica, lasciando ad altri finanziatori la gestione dell'assemblaggio e della commercializzazione, con i derivanti rischi d'impresa.
La situazione socio-economica italiana del primo dopoguerra acuì non poco la già connaturata prudenza di Ghioldi, il quale preferì cedere il suo progetto e il prototipo con la piccola serie di motori già realizzati.

## La SMV
Per l'acquisto dell'idea di Ghioldi si propose Attilio Vaghi, rampollo dell'omonima famiglia di industriali milanesi che all'uopo fondò la SMV (sigla di Società Motovetturette Vaghi). La società ebbe vita brevissima e le cronache del tempo non ne riportano i motivi. Probabilmente fu a causa dell'evoluzione tecnica nel mondo dell'automobile che in quegli anni, per fare spazio ad una nuova generazione di tecnici laureati in ingegneria, portò al "forzato pensionamento" di molti progettisti autodidatti dell'ormai conclusa età pionieristica, come Giovanni Ceirano o Giuseppe Merosi. Comunque sia, Ghioldi uscì di scena e Vaghi acquistò anche l'opificio legnanese delle Officine Meccaniche Ghioldi, allo scopo di poter costruire l'autotelaio completo del motore.

## La SAM
Acquisita l'azienda legnanese, nel 1923 Vaghi fondò la SAM che, sotto la direzione tecnica dell'ing. Anatolio Bellani, iniziò produrre la motovetturetta a tre ruote progettata da Ghioldi, senza differenze sostanziali, subito affiancata dalla versione a quattro ruote. La "SAM tipo 23 A Cyclecar Vaghi" a tre o quattro ruote venivano offerte con carrozzeria spyder aperta o a guida interna. La vettura, a due posti, era equipaggiata da un motore bicilindrico a V di 1.100 cm³, raffreddato ad aria, che consentiva prestazioni velocistiche notevoli, anche considerato il ridotto peso a vuoto di circa 350 kg.
Alla prova dei fatti, il 29 aprile 1923, le Sam 23A vengono schierate al Gran Premio Internazionale Cyclecar di Milano che si svolge nel Circuito di Monza sulla distanza di 300 km. Le tre SAM 23A conquistarono i primi tre posti in classifica, battendo sorprendentemente lo squadrone Anzani, anche stabilendo il record di categoria sul giro, alla velocità media di 94 km/h.
Nel 1924 fu deciso di abbandonare la produzione del motore a V e al Salone di Milano vennero presentati tre nuovi modelli di vetturette con motori quadricilindrici: la "B 23" con motore SCAP di 870 cm³, la "B 24" con motore SCAP da 1004 cm³ e la "C 25" con motore CIME di 1086 cm³. I primi due modelli furono subito abbandonati a causa della scarsa potenza dei loro propulsori, mentre la "C 25" ottenne un buon successo e venne costruita in varie versioni fino al 1928.
Ben consapevole dell'importanza che le gare automobilistiche avevano assunto per l'immagine di marca, Attilio Vaghi diede vita a un intenso programma sportivo. In varie gare disputate nei primi due anni di produzione, la "C 25" ottiene una lunga serie di vittorie contro avversarie del calibro di Salmson, Amilcar, Citroën, Peugeot e, soprattutto FIAT che con il modello "509" rappresentava la diretta e più temibile concorrente della SAM.
La supremazia sportiva della SAM ebbe termine nell'agosto 1926 alla Targa Abruzzo, nella quale una "509 S" si aggiudicò la gara con ampio distacco sulle concorrenti legnanesi.
Il sorpasso prestazionale segnò l'inizio del declino SAM. La fabbrica lombarda, infatti, riusciva a vendere le sue "C 25", più costose delle "509", grazie ai risultati sportivi e al sapiente uso pubblicitario che Attilio vaghi sapeva farne. Persa la supremazia sportiva e impossibilitata a diminuire i prezzi, visto che i motori dovevano essere acquistati, le vendite calarono rapidamente, portando la SAM alla chiusura nel 1928.
Occorre menzionare anche il patto di collaborazione con la FOD del 1926, attraverso il quale la SAM assumeva il compito di assemblaggio delle vetturette prodotte dalla casa automobilistica torinese. Tuttavia, la joint venture non ebbe esito concreto, a causa del fallimento della FOD, nel 1927.
Delle cyclecar costruite non risultano sopravvissuti degli esemplari, mentre almeno cinque sono le vetturette "C 25" ancora esistenti e conservate in varie collezioni museali o private.